# Hyogo FM Broadcasting
A Hyogo FM Broadcasting Co., Ltd. (兵庫エフエム放送株式会社) (üzleti nevén: Kiss-FM KOBE Co., Ltd.) japán FM rádióállomás a hjógo prefektúrai Kóbéban.

## Története
A hálózat 1990 októberében indult Hyogo FM Radiobroadcast (兵庫エフエムラジオ放送; Hepburn: Hyogo Efuemu Rajio Hōsō) néven az FM Oita (Air-Radio FM88, Óita prefektúra) átjátszó állomásaként. 2003. április 1-jéig függetlenül működött, amikor is csatlakozott a JFN hálózatához.
Az adó fő sugárzási frekvenciája a 89,9 MHz, 1 kW-os kimenettel, a Rokkó-hegyről közvetít, így vétele a Kanszai régió nagy részén megoldható.

## Műsorvezetők

### Jelenlegi
| - Geoffrey Gems - Suka Mihoko - Sódzsi Szatoru - Tarzan Jamasita | - Nakano Kódzsi - Hamahira Kjóko - Hajasi Tomomi - Fudzsivara Miszaki | - Misima Sinro - mic |

### Korábbi
| - Akamacu Mikako - Aszao Tosimi - Ikeda Namiko - Izava Akemi - Okubo Karen - Oka-Ken - Ogita Jumiko - Ozone Makoto - Ocsimizu Nanae - Ono Tomoko | - Onoe Tomoko - Kakimoto Emi - Kato Miki - Kano Takehiko - Kavasima Ikuko - Kavada Szonoko - Kavamoto Eko - Kunii Oszamu - Kumemura Naoko - Chris Glenn | - Christelle Ciari - Kuroki Aiko - Kuroda Arthur - Keimoto Maszami - Cocoro - Kodzsima Akiko - Gotó Sinpei - Szaito Joko - Szakijama Keiko - Szano Eri | - Sheena Daswani - Sheren - Sinohara Rjóko - Janette - Jam Nakagava - Jojo Ótani - Shingo - Szuzuki Sódzsi - Takuma Hitosi - Tanaka Szanae | - Tanijama Kaori - Higasimura Jóko - Tom G - Tojonaga Makoto - Naito Szatosi - Nagai Jaszujuki - Nakata Risza - Namai Nozomi - Nomura Tomie - Hasimoto Noriko | - Patrick Yu - Harada Miki - Hirano Tomokazu - Fukui Reiko - Fudzsita Kjóko - Fudzsita Jukie - Fudzsivara Rjó - Paul - Hoszono Haruomi - Miszaki Tomoko | - Miva Akihiro - Murakami Miszako - Meme - Mori Nacuko - U.K. - Josikava Tomoe - Ribeka - Vatasze Szeizó |

## Amerikmaura TV
2007 júliusában a Kiss-FM Kobe oszakai fiókirodáival megnyitották a Kiss-FM Studio @ Amerikamura MichelCube (Kiss-FM Studio@アメリカ村 MichelCube) stúdiót. Ezzel egy időben Amerikamura TV (アメリカ村TV) néven elindították az adó videoszolgáltatását a YouTube-on keresztül. 